# Солист (часопис)
Солист је часопис за младе града Сомбора који је почео да излази у децембру 2022. године у Сомбору.

## О часопису
У Сомбору није излазио ни један омладински лист више од тридесет година, од гашења листа Покрет средином деведесетих година, и препознавши тај недостатак, чланови сомборског Центра за превенцију, едукацију и безбедност одлучили су да покрену нови лист намењен младима. Тако је настао Солист, часопис ког припремају млади за младе и о младима.
Часопис је настао у оквиру пројекта Сомборски омладински лист који је подржан и финансиран од стране Града Сомбора. Лектуру и коректуру Солиста је урадио Горан Малбаша, док је дизајн, прелом и графичку обраду урадио Растко Гајић.
Часопис се бави разним темама, преко образовања, културе и спорта, кроз разне интервјуе са успешним и познатим личностима, младима се представљају успеси као нешто што је достижно уколико постоји труд и рад. У модерно осмишљеом часопису објављују се поезија, проза, кратке приче као и цртежи, фотографије и илустрације младих аутора.
Часопис је бесплатан, ученици и студенти могу доћи до свог примерка у средњим школама, домовима ученика и студената, у градској библиотеци. Доступан је и у електронском облику, на сајту и facebook страници издавача.
План је да часопис излази три пута годишње.

## Рубрике
Неке од рубрика у часопису су:
- Разговор с поводом
- Млади и удружења
- Успешни млади
- Музика
- Рецензије
- Игрице
- Образовање
- Слободно време
- Спорт
- Цртежи младих
- Енигматски кутак
- Стрип

### Периодичност излажења
Лист излази два пута годишње. План је да у наредном периопду излази три пута годишње.

### Изглед листа
Димензије листа су  30 cм.

### Место и година издавања
Сомбор, децембар 2022.

### Штампарија
Лист је штампан у Студију за графички дизајн "Вујевић Дизајн", Сомбор

## Власник и уредник
Издавач и главни и одговорни уреник је Данило Богдановић.

## Сарадници часописа
До сада су сарадници Солиста били: Марија Безбрадица, Татјана Смиљанић, Ања Гостимировић, Милица Обрадовић, Вељко Рајачић, Стеван Жижић, Лидија Давидов,Ружица Парчетић, Татјана Смиљанић, Жељко Канурић и Жељко Димовић.